# Luca Negri
Luca Negri, född den 4 oktober 1973 i Pavia, Italien, är en italiensk kanotist.
Han tog bland annat VM-guld i K-2 1000 meter i samband med sprintvärldsmästerskapen i kanotsport 1998 i Szeged.